# Gebze Teknik Üniversitesi
Das Gebze Teknik Üniversitesi ist eine Technische Hochschule in Gebze, Kocaeli in der Türkei und wurde 1992 als Gebze Yüksek Teknoloji Enstitüsü (GYTE) gegründet.
Die Hochschule hat 785 undergraduate und 1.566 graduate Studenten (insgesamt 2.351) und ein akademisches Lehrpersonal von 372 Mitarbeitern.
Die Hochschule hat vier Fakultäten:

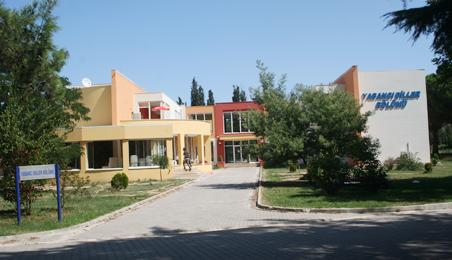
GYTE Sprachlernzentrum

- Ingenieurwissenschaften (Faculty of Engineering)
- Naturwissenschaften (Faculty of Science)
- Architektur (Faculty of Architecture)
- Betriebswirtschaftslehre (Faculty of Business Administration)